# Tibo en de droomduivels
Tibo en de droomduivels is een kinderboek uit 2001 van de Vlaamse auteur Patrick Lagrou.

## Verhaal
Het verhaal gaat over een jongen, Tibo, die voor zijn tiende verjaardag een lucht-, aarde- en waterdoop krijgt. Maar hij wil nog een vuurdoop. De volgende dag komen zijn ouders opnieuw binnen, maar nu met een taart met 11 kaarsjes. Hij denkt dat het een spel is en dat hij vandaag zijn vuurdoop krijgt, die krijgt hij ook. De volgende dag is hij opnieuw jarig, hij vindt het niet meer leuk. De dag erna wordt hij zogezegd 13 jaar. Hij vindt het niet meer kunnen en zegt tegen zijn ouders dat ze moeten stoppen, zijn ouders zeggen dat er telkens een jaar tussen zijn verjaardagen zit, ze halen er hulp bij. Die zegt dat de duivels Tibo hebben meegenomen. Na een lange spannende tocht in dromenland vindt hij het perkament dat hij moet verbranden. Daarna is hij weer tien.